# 2015年韓国におけるMERSの流行
2015年韓国におけるMERSの流行（2015ねんかんこくにおけるマーズのりゅうこう）は、2015年5月より韓国国内においてMERS（中東呼吸器症候群）を引き起こすMERSコロナウイルスの感染が広がった事象（エピデミック）である。
同年5月20日にMERSコロナウイルスの感染が確定するまで初の感染者が入院していた京畿道平沢市の平沢聖母病院でエアコンを通じ院内感染が発生し、それにより韓国国内で感染が広がった（アウトブレイク）。韓国政府は7月28日にMERSの終息宣言を発表したが、いったん完治した患者が10月12日に再び陽性判定を受けたので、世界保健機関（WHO）による終息宣言は延期された。12月23日、韓国政府はWHO基準に基づく終息宣言を出した。

## 経緯

### 流行の始まり
最初の感染者は、2015年4月29日から5月3日までバーレーンをはじめとする中東に出張後、5月4日に仁川国際空港を通じて帰国した68歳の男性である。11日に発症し、5月15日から17日の間に平沢聖母病院に入院し、20日にMERSと確定された。元々一つだった病室を二つに分割したことで排気口が8103号室のみにしか存在せず、初の感染者が入院していた8104号室には排気口が存在しなかった。当初、韓国防疫当局はWHOのガイドラインに基づき2メートル以内の密接接触者のみを監視対象としていたが、結果的には8階の滞在者に感染が広がった。

### 二次感染
最初の感染者が隔離された翌日、最初の感染者を看護していた63歳の妻にも呼吸器症状が現れ、遺伝子診断検査を行ったところ、陽性反応が現れ感染したことが確定された。感染者数は2人に増え、さらに、最初の感染者と同じ2人部屋に入院していた70代の男性も20日午前から発熱症状が現れ、同じく検査を行ったところ、感染が確定され、感染者が3人に増えた。

### 感染の拡大
5月26日、第3の感染者に接触し、隔離対象である44歳の息子が、アシアナ航空723便（OZ723、乗員乗客166名）で香港へと飛んだ。香港国際空港到着時に発熱があり咳をしていたため、検疫官が「MERS患者と接触したか」と尋ねたが、これを否定した。27日、中央防疫対策本部は中国に出国した事実を確認し、国際保健規則の規定に基づき、WHO西太平洋地域事務所と中国保健当局に知らせた。
5月27日には平沢聖母病院で感染した14番目の患者の35歳男性がソウル市のサムスンソウル病院に入院したことで、同病院内での院内感染が起こった。この男性は平沢聖母病院で最初の感染者と同じ病棟に入院しており、発熱したため平沢市内の別の病院に入院したのちバスでソウル市に移動し、サムスンソウル病院に搬送されていた。
6月2日の時点で韓国で死者2人を含む25人が感染しており、3次感染者も出始めた。
6月11日に死者が10人を超え、感染者も100人を突破、4次感染者が初めて確認された。
6月14日には釜山で初の死者が出た。
感染拡大を助長した要因として、韓国の病院では看護師ではなく医学的知識がない家族や友人などが看病することや、治療を受けても治らないときに次々と受診先を変える（医療ショッピング）患者が多いことなどが指摘されている。

### 終息の延期
10月12日、保健福祉省が、MERS患者のうち最後に陰性判定を受けた35歳の男性が、再び発熱して陽性判定を受け、再入院したと発表した。ただし、患者の体内に残っていた死んだウイルスを検出した可能性があり「再発や再感染とはいえない」と専門家は述べている。この男性と接触した家族や医療関係者など61人も隔離措置が取られた。これにより10月29日にWHOから発表される予定であった終息宣言が延期となった。
11月25日、悪性リンパ腫を患っていた前述の35歳男性が死亡し、これにより韓国国内で陽性反応を示す患者がいなくなった。韓国政府は12月23日頃に終息宣言を出す見通しとなった。

### 終息宣言
2015年12月23日、韓国政府は、ウイルス患者がいなくなってから28日間経過すれば終息とみなすというWHOの基準に基づき、MERSコロナウイルスについて24日0時をもって終息宣言を発表した。
2016年、一連の経過がLancet誌に報告された。

## 韓国国外の対応

### WHO
韓国にケイジ・フクダ事務局長補らを派遣、6月9日から韓国側と共同調査を実施。16日に緊急委員会を開催。緊急事態とはみなさなかったが、「緊急の注意を喚起する警告」を発した。

### 台湾
6月2日、中華民国衛生福利部は、ソウル特別市を感染症の警戒地域に指定し、衛生面に留意するよう注意を促した。

### 日本
6月5日、ソウルの在大韓民国日本国大使館に現地対策本部を設置し、現地に滞在する日本人への情報提供や注意喚起など行った。また、8日には釜山の日本総領事館においても現地対策本部を設置し、情報提供や注意喚起など行った。
感染の拡大を受け、6月12日、日本国政府は防衛医科大学校の専門医を韓国に派遣。日本人学校などで感染症について講演を行う。
6月22日、新千歳空港にて感染が疑われる患者が見つかったと想定し、訓練を実施した。

### アラブ首長国連邦
6月7日、アラブ首長国連邦外交部は韓国への旅行自粛、注意を勧告した。

### カタール
6月7日、カタール政府はホームページに韓国への渡航に際し注意を勧告した。

### クウェート
6月7日、クウェート外務省はFacebookで、韓国に居住する自国民に対してMERS感染に注意するよう呼びかけた。

### ロシア
6月8日、ロシアの保健当局は韓国への渡航自粛呼びかけた。

### マレーシア
6月8日、マレーシア政府は韓国への渡航自粛呼びかけた。

### 香港
6月9日、香港政府は韓国への渡航自粛勧告を出した。

### ベトナム
6月13日、ベトナム政府は韓国への渡航自粛を勧告した。

### 北朝鮮
6月14日、北朝鮮政府は「MERSは反国民的な統治をおこなった結果だ」と非難、開城工業団地でMERS感染者に接触のある人間の立ち入りを制限するよう要求した。

## 感染者数の推移
| 日付             | 感染者数 | 死亡者数 |
| ---------------- | -------- | -------- |
| 2015年5月20日    | 1人      |          |
| 5月21日          | 3人      |          |
| 5月26日          | 4人      |          |
| 5月27日          | 5人      |          |
| 5月28日          | 7人      |          |
| 5月29日          | 12人     |          |
| 5月30日          | 13人     |          |
| 5月31日          | 15人     |          |
| 6月1日           | 18人     | 1人      |
| 6月2日           | 25人     | 2人      |
| 6月3日           | 30人     | 2人      |
| 6月4日           | 36人     | 3人      |
| 6月5日           | 41人     | 4人      |
| 6月6日           | 50人     | 4人      |
| 6月7日           | 64人     | 5人      |
| 6月8日           | 87人     | 6人      |
| 6月9日           | 95人     | 7人      |
| 6月10日          | 108人    | 9人      |
| 6月11日          | 122人    | 10人     |
| 6月12日          | 126人    | 13人     |
| 6月13日          | 138人    | 14人     |
| 6月14日          | 145人    | 15人     |
| 6月15日          | 150人    | 16人     |
| 6月16日          | 154人    | 19人     |
| 6月17日          | 162人    | 20人     |
| 6月18日          | 165人    | 23人     |
| 6月19日          | 166人    | 24人     |
| 6月20日          | 166人    | 25人     |
| 6月21日          | 169人    | 25人     |
| 6月22日          | 172人    | 27人     |
| 6月23日          | 175人    | 27人     |
| 6月24日          | 179人    | 27人     |
| 6月25日          | 180人    | 29人     |
| 6月26日          | 181人    | 31人     |
| 6月27日          | 182人    | 31人     |
| 6月28日          | 182人    | 32人     |
| 6月29日          | 182人    | 32人     |
| 6月30日          | 182人    | 33人     |
| 7月1日           | 183人    | 33人     |
| 7月2日           | 184人    | 33人     |
| 7月3日           | 185人    | 33人     |
| 7月4日           | 186人    | 33人     |
| 7月5日           | 186人    | 33人     |
| 7月6日           | 186人    | 33人     |
| 7月7日           | 186人    | 35人     |
| 7月8日           | 186人    | 35人     |
| 7月9日           | 186人    | 35人     |
| 7月10日          | 186人    | 36人     |
| 7月11日          | 186人    | 36人     |
| 7月12日          | 186人    | 36人     |
| 7月13日          | 186人    | 36人     |
| 7月14日          | 186人    | 36人     |
| 7月15日          | 186人    | 36人     |
| 7月16日          | 186人    | 36人     |
| 7月17日          | 186人    | 36人     |
| 7月18日          | 186人    | 36人     |
| 7月19日          | 186人    | 36人     |
| 7月20日          | 186人    | 36人     |
| 7月21日          | 186人    | 36人     |
| 7月22日          | 186人    | 36人     |
| 7月23日          | 186人    | 36人     |
| 7月24日          | 186人    | 36人     |
| 7月25日          | 186人    | 36人     |
| 7月26日          | 186人    | 36人     |
| 7月27日          | 186人    | 36人     |
| 7月28日          | 186人    | 36人     |
| 10月25日         | 186人    | 37人     |
| 11月25日         | 186人    | 38人     |
| 総感染者 : 186人 |          |          |
| 総死亡者 : 38人  |          |          |

韓国の保健当局は感染者数の作業が追い付かず自主申告に頼ることを決めたと6月19日に日本のニュースサイトで報道された。